# ليفيا دروسيلا
ليفيا دروسيلا (30 يناير 59/58 قبل الميلاد – 28 سبتمبر 29 بعد الميلاد)، تعرف أيضًا باسمها جوليا أغسطا بعد تبنيها رسميًا في عائلة جوليان عام 14 للميلاد، زوجة ومستشارة الإمبراطور الروماني أغسطس طوال مدة حكمه. كانت والدة الإمبراطور تيبيريوس، ويرتبط بها كجدة نسل من الأباطرة الرومان: كلاوديوس، وكاليجولا، ونيرون.
بأمر من الإمبراطور كلاوديوس وتكريمًا للقبها أغسطا، بدأت عبادتها كإمبراطورة.

## ميلادها وزواجها الأول من تيبيريوس كلاوديوس نيرو
ولدت في 30 يناير من العام 58 أو 59 قبل الميلاد، ابنة ماركوس ليفيوس دروسوس كلاوديانس من زوجته أوفيديا، ابنة القاضي المحلي أوفيديوس لوركو. يشير اسم التصغير «دروسيلا» إلى أنها كانت الابنة الثانية. كان ماركوس ليفيوس دروسوس ليبو أخاها بالتبني.
زوجها والدها نحو عام 43 قبل الميلاد من تيبيريوس كلاوديوس نيرو، الذي كان ابن عمها، ومن طبقة النبلاء، وقاتلا معًا إلى جانب قتَلة يوليوس قيصر ضد أوكتافيان.
انتحر والدها خلال معركة فيليبي مع جايوس كاسيوس لونجينس وماركوس يونيوس بروتس، لكن زوجها واصل القتال ضد أوكتافيان، الآن نيابة عن مارك أنطوني وأخيه لوسيوس أنطونيوس.
في العالم 42 قبل الميلاد، ولد ابنها الأول تيبيريوس، والذي أصبح إمبراطورًا في ما بعد. في عام 40 قبل الميلاد، أجبرت العائلة على الهرب من إيطاليا لتجنب قوانين الحظر والإبعاد ومصادرة الممتلكات التي أطلقها الحكم الثلاثي لكل من أوكتافيان (الذي أصبح يعرف باسم أغسطس قيصر في ما بعد)، وماركوس أميليوس ليبيدوس، ومارك أنطوني. ومثل ما فعل غيرهم الكثير من المبعدين، انضمت العائلة إلى سيكتوس بومبيوس، ابن بومبي الكبير، الذي عارض بدوره حكم الثلاثي من موقعه في جزيرة صقلية. بعد ذلك، انتقلت ليفيا، وزوجها تيبيريوس نيرون، وابنهما تيبيريوس البالغ من العمر سنتين جميعًا إلى اليونان.

## زوجة أغسطس قيصر
بعد استتباب الصلح بين الحكم الثلاثي وأتباع سيكتوس بومبيوس، أعلن عن عفو عام، عادت ليفيا إلى روما، حيث قُدمت رسميًا إلى أوكتافيان في عام 39 قبل الميلاد. في هذا العام، كان لليفيا طفل، تيبيريوس الذي سيكون الأمبراطور القادم، وكانت حاملًا بطفلها الثاني، نيرو كلاوديوس دروسوس (الذي يعرف أيضًا باسم دروسوس الكبير).
وفقًا للروايات فإن أوكتافيان أحب ليفيا منذ أول لقاء بينهما، رغم أنه كان متزوجًا حينها من سكريبونيا.
طلق أوكتافيان زوجته سكريبونيا في عام 39 قبل الميلاد، في نفس اليوم الذي أنجبت فيه ابنتهما جوليا الكبرى.
على ما يبدو، كانت ليفيا حينها حاملًا في شهرها السادس، ولكن تيبيريوس كلاوديوس طلق ليفيا، إما بالإقناع أو بالتهديد. في 14 يناير، ولد الطفل. في 17 يناير، تزوج أوكتافيان بليفيا، متجاوزًا فترة الانتظار. حضر تيبريوس كلاوديوس نيرو حفل الزفاف لتزويج ليفيا بأوكتافيان، «مؤديًا دوره كأي أب آخر».
بعيدًا عن الأسباب الشخصية للارتباط، فقد تكون الأسباب السياسية المتعلقة بطبقة ليفيا النبيلة من أهم ما دفع لعقد هذا الزواج.
دام زواج ليفيا وأوكتافيان (قيصر) لـ51 عامًا، رغم عدم إنجاب ليفيا لأطفال، باستثناء حالة إسقاط وحيدة.
طالما استفادت ليفيا من مكانتها كزوجة ومستشارة للإمبراطور، إذ طلبت رأفته بالبعض، وأثرت في سياساته، وهو الأمر الذي لم يكن معهودًا في الثقافة الرومانية التي هيمنت عليها الأفكار والممارسات الذكورية.
بعد هزيمة مارك أنطوني في معركة أكتسيوم في عام 31 قبل الميلاد، عاد أوكتافيان إلى روما منتصرًا؛ وفي 16 يناير عام 27 قبل الميلاد، منح مجلس الشيوخ الروماني أوكتافيان اللقب الفخري «أغسطس» (الذي يعني المبجل). رفض أغسطس جميع الألقاب الإمبراطورية، واستعاض عنها بلقب «المواطن الأول في مجلس الشيوخ». جسد أغسطس وليفيا رمز العائلة الرومانية المثالية. رغم ثراء عائلة أغسطس وسلطتها، فقد عاشت في بيتهم المتواضع الواقع في هضبة بالاتين بروما. 
لم يكن لأغسطس أبناء سوى ابنته جوليا (من زواجه بسكريبونيا)، وهنا ظهرت ليفيا كأم طامحة في السلطة لأبنائها، وراحت تدفع بابنيها تيبريوس ودروسوس شيئًا فشيئًا إلى مقاليد السلطة.
تزوج تيبيريوس بجوليا ابنة أغسطس في عام 11 قبل الميلاد، وتبناه أغسطس أخيرًا كوريث له في عام 4 للميلاد.

## حياتها بعد أغسطس، موتها، والآثار
توفي أغسطس في 19 أغسطس عام 14 للميلاد، وألهه مجلس الشيوخ مباشرة. أوصى أغسطس بثلث ممتلكاته لزوجته ليفيا، والثلثين الباقيين لابنها وخليفته، تيبيريوس. وفي وصيته، أمر أغسطس بتبني ليفيا في عائلة جوليان، ومنحها اللقب التشريفي أغسطا. بفضل هذه الوصايا، حافظت ليفيا على مكانتها وامتيازاتها بعد وفاة زوجها، باسمها الجديد جوليا أغسطا. لفترة محددة من الزمن، بدا وكأن الأمور تسير على ما يرام بين ليفيا وابنها تيبيريوس، الإمبراطور الجديد، الذي مرر في العام 20 للميلاد قانونًا يعد انتقاد الأم ليفيا خيانة، وفي عام 24 للميلاد منح أمه مقعدًا في مدرج عذارى فيستال. لم يكن لليفيا سلطة رسمية، لكنها مارست السلطة بأجلى صورها في روما، الأمر الذي دفع تيبيريوس أخيرًا للامتعاض من والدته وامتيازاتها السياسية، وخصوصًا فكرة أنها هي من توجته إمبراطورًا.
في بداية حكمه، استخدم تيبيريوس حق النقض (الفيتو) ضد مشروع قرار في مجلس الشيوخ كان سيمنح والدته لقب (أم الوطن)، تشبهًا بلقب أغسطس (أبو الوطن)، والذي رفض تيبيريوس نسبته لنفسه شخصيًا. وفقًا لما يذكره المؤرخون القدماء، فإن انتقال الإمبراطور تيبيريوس من روما إلى جزيرة كابري (في خليج نابولي) كان بسبب عجزه عن تحمل والدته أكثر. بحلول عام 22 للميلاد، كان المرض قد أنهك ليفيا، فأسرع تيبيريوس بالعودة إلى روما ليكون إلى جانبها، ولكن لم توافيها المنية حتى عام 29 للميلاد. لم يغادر حينها تيبيريوس إلى روما، مدعيًا انشغاله بالعديد من الأعمال، وأرسل كاليجولا ليقرأ تأبينه في الجنازة.
استخدم تيبيريوس الفيتو ليعترض تمرير قوانين التشريفات التي تؤله ليفيا، مصرحًا بأن ذلك جاء وفقًا لرغباتها هي. في ما بعد استخدم الفيتو مرة أخرى لوقف جميع التشريفات التي منحها مجلس الشيوخ لليفيا بعد وفاتها، بل وألغى تنفيذ وصيتها. بعد مرور 13 عامًا، في عام 42 للميلاد، خلال حكم حفيدها كلاوديوس، استعيدت جميع ألقابها التشريفية وضمت للعبادة الإمبراطورية.

## شخصيتها
رغم اقتباس المصادر التاريخية قصصًا وروايات مستهجنة في ما يخص ليفيا، لكنها تتفق على صورة عامة لشخصيتها كامرأة بصفات ملكية، وفية لزوجها، مكافئة له، ومقدرة ومبجلة. بمهارة من الطراز الأول، أدت ليفيا أدوارها كزوجة، وأم، وأرملة نبيلة ببراعة. يذكر المؤرخ كاسيوس ديو حادثتين من كلامها: «ذات مرة، قابل ليفيا بعض الرجال العراة، لذا استحقوا حكم الإعدام. لكنها أنقذت حياتهم بقولها إن الرجال على هذه الهيئة بالنسبة للمرأة العفيفة، لا يختلفون بأي حال عن التماثيل. عندما سئلت كيف بلغت تلك المنزلة لدى أغسطس وكيف تمكنت من التأثير على قرارته، أجابت أن ذلك يعود لعفتها الشديدة، والقيام بكل ما يسر أغسطس، وعدم التدخل في شؤونه الخاصة، مشفوعًا بالتظاهر بعدم سماع أو ملاحظة أشيائه المفضلة المتعلقة بشغفه».

## قراءة إضافية
- (بالفرنسية) Minaud, Gérard, Les vies de 12 femmes d’empereur romain - Devoirs, Intrigues & Voluptés , Paris, L’Harmattan, 2012, ch. 1, La vie de Livie, femme d’Auguste, p. 13-38.
- Bartman, Elizabeth, Portraits of Livia: Imaging the Imperial Woman in Augustan Rome (Cambridge: Cambridge University Press. 1998).
- Barrett, Antony A. Livia: First Lady of Imperial Rome (Cambridge, MA, Yale University Press, 2002).
- Kunst, Christiane, "Das Liviabild im Wandel," in Losemann, Volker (hg.). Alte Geschichte zwischen Wissenschaft und Politik: Gedenkschrift Karl Christ (Wiesbaden: Harrassowitz Verlag, 2009) (Philippika, 29), 313-336.
- Winkes, Rolf, "Livia, Octavia, Iulia: Porträts und Darstellungen" (Archaeologia Transatlantica XIII, Providence, Louvain-la-Neuve 1995)

## روابط خارجية
- As goddess and priestess of Demeter
- Portraits of Livia
- Livia: Love and Politics (in spanish)[وصلة مكسورة]